# Nordaustlandet

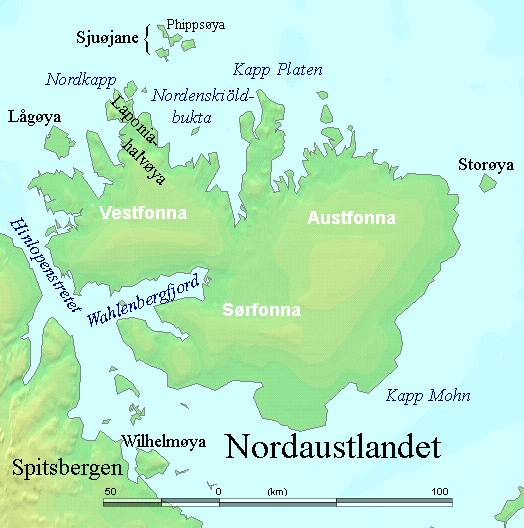
Kaart van Nordaustlandet

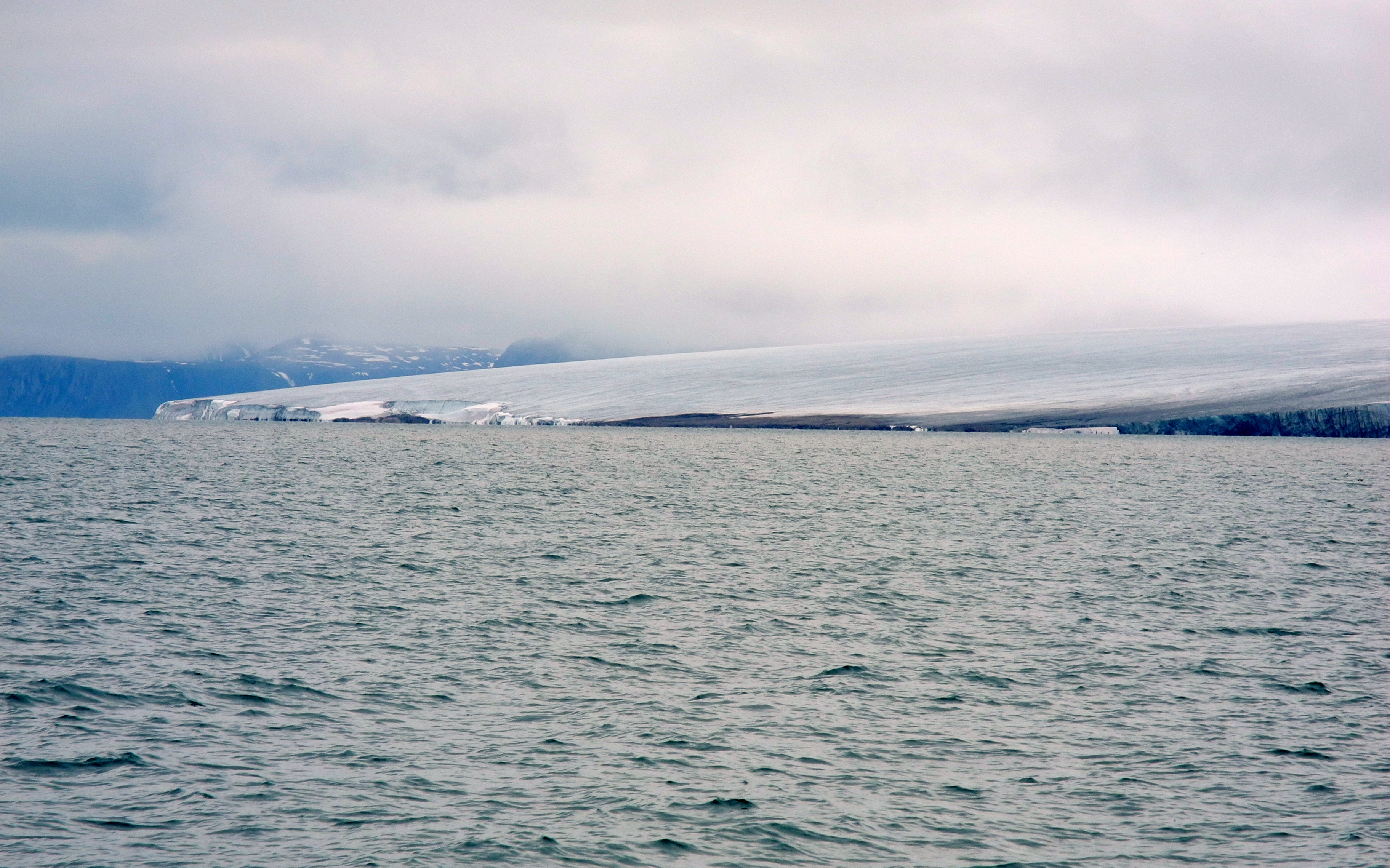
De westkust: Straat Hinlopen en het schiereiland Gotiahalvøya

Nordaustlandet, in het Nederlands letterlijk Noord-Oostland, is het op een na grootste eiland van de archipel Spitsbergen, met een oppervlakte van 14 600 km². De naam geeft aan dat het eiland ten noordoosten van het eiland Spitsbergen ligt. Het oostelijkste punt, Kaap Leigh Smith vormt de noordwestelijkste grens van de Barentszzee, die naar het oosten toe verder verloopt via Kvitøya en Victoria tot aan Kaap Mary Harmsworth op Alexandraland (Frans Jozefland).
In het noorden van het eiland ligt het Prins Oscarsland, in het noordoosten het Orvin Land, in het zuidoosten Harald V-land, in het zuidwesten het Gustav Adolfland met het schiereiland Scaniahalvøya en in het westen het Gustav-V-land (met Storsteinhalvøya, Botniahalvøya en Laponiahalvøya). Aan de zuidzijde van het eiland ligt de baai Vibebukta, in het zuidwesten het fjord Wahlenbergfjorden met baai Palanderbukta, in het westen de fjorden Murchisonfjorden, Lady Franklinfjorden en Brennevinsfjorden en in het noorden de Rijpfjorden, Duvefjorden, Finn Malmgrenfjorden en Albertinibukta.
Een groot gedeelte van Nordaustlandet wordt bedekt door de ijskappen Austfonna, Glitnefonna, Sørfonna, Vegafonna en Vestfonna. De rest van het eiland is toendra, bevolkt door rendieren en walrussen. Het wordt niet door mensen bewoond.
Austfonna is de grootste gletsjer van Europa en na Antarctica en Groenland het grootste landijsgebied ter wereld. De gletsjer is 8200 km² groot, en tot 560 meter (gemiddeld bijna 300 m) dik.
Nordaustlandet met directe omgeving behoort tot het natuurreservaat Nordaust-Svalbard.